# Mngeni River
Der Mngeni (auch Umngeni, Umgeni, uMngeni oder Mgeni) ist ein Fluss in der südafrikanischen Provinz KwaZulu-Natal.

## Verlauf
Er entspringt in den Midlands und mündet fünf Kilometer nördlich des Stadtzentrums von Durban in den Indischen Ozean. Der Zuluname bedeutet „Platz der Akazie“, allerdings gibt es auch andere Herleitungen für den Namen.
Der Mngeni ist etwa 232 Kilometer lang und hat ein Einzugsgebiet von 4432 Quadratkilometern. Die jährliche Abflussmenge beträgt 707 Millionen Kubikmeter. Entlang des Flusses gibt es vier Stauseen: den Midmar Dam, den Albert Falls Dam, den Nagle Dam und den Inanda Dam. Die Howick Falls sind Wasserfälle des Mngeni.

## Hydrometrie
Die Abflussmenge des Mngeni River wurde am Pegel Table Mountain, bei der Hälfte des Einzugsgebietes, über die Jahre 1950 bis 2021 in m³/s gemessen.

## Geschichtliches
Es wird angenommen, dass Vasco da Gama seine Wasservorräte am Weihnachtstag im Jahr 1498 an der Mündung des Mngeni auffrischte und das Gebiet Natal nannte, nach der portugiesischen Bezeichnung für „Weihnachten“. Der Fluss wurde damals River of Natal genannt. 330 Jahre später wurde der Fluss von Nathaniel Isaacs überquert, als dieser den Zulu-König Shaka besuchen wollte.

## Msunduzi – Nebenfluss
Ein wichtiger Nebenfluss ist der Msunduzi River, der zwischen dem Nagle Dam und dem Inanda Dam in den Mngeni mündet. Zuvor fließt der Msunduzi (auch kurz Dusi) durch Pietermaritzburg, die Hauptstadt KwaZulu-Natals.
Jedes Jahr im Januar findet auf dem Msunduzi der dreitägige Dusi Canoe Marathon statt, ein (Fluss-)Abwärtsrennen zwischen der Hauptstadt und Durban, das jährlich tausende Kanufahrer anzieht.